# 匈牙利民主化運動
匈牙利民主化运动（匈牙利語：Rendszerváltás：制度更迭）指的是1985年至1990年期间匈牙利进行的民主化运动。

匈牙利1956年革命使用的匈牙利国旗

## 过程
匈牙利人民共和国相比于中东欧其他的社会主义国家更早地实行市场经济化和政治自由化，对后来苏联戈尔巴乔夫政权的经济改革有影响。但到了1980年代后半叶，由于过度投资导致对外债务增加，经济失速，而卡达尔·亚诺什因年事已高越发保守，使得其对经济自由化态度消极。1987年起因经济危机使要求卡达尔下台的呼声日高，他被迫于1988年5月引退。稳健改革派的格罗斯·卡罗伊上台，涅尔什·赖热、内梅特·米克洛什、波日高伊·伊姆雷进入政治局。格罗斯试图维持一党制，波日高伊·伊姆雷等人则是激进的改革派，导入了多党制。1988年10月制定的公司法中，又将国有企业进行股份有限公司化。1989年，激进改革派加速政治改革。1月，施行集会、结社自由化，以及承认政党的成立。2月，放弃党的领导性，决定施行党政分离。4月，放弃民主集中制。

### 開始
1989年5月2日，内梅特·米克洛什内阁以财政的理由，宣布拆毁其在奥地利边境的栅栏。此举使想要流亡西德的东德国民纷纷来到匈牙利，通过匈牙利边境逃往资本主义世界，引起泛欧野餐，并对之后柏林墙倒塌和冷战的终结都有深远影响。
6月，恢复前总理纳吉·伊姆雷的名誉。25日，涅尔什·赖热宣布“与斯大林主义和无产阶级专政决裂”，放弃一党专政，引入多党制。

## 結束共產統治
同年秋季，与民主派别人士一起举行匈牙利圆桌会议。10月的匈牙利社会主义工人党的代表大会上，宣布“党的国家政党历史宣告终结”，放弃马克思列宁主义指导思想，改为民主社会主义，并将党名改为“匈牙利社会党”。10月18日，匈牙利国会通过宪法修正案，确定引入市场经济、多党制民主政治，并将国名改为“匈牙利共和国”，标志着长达40年的匈牙利人民共和国历史的结束。

## 日後
匈牙利於1999年3月16日加入北約，並於2004年5月1日與維謝格拉德集團之中的國家一起加入了歐洲聯盟，加強了與西歐國家和美國的聯繫。

## 另見
- 1956年匈牙利革命